# Подлипичье (усадьба)
Усадьба Подлипичье — усадьба XVIII века, построенная в селе Подлипичье. Сейчас расположена в черте города Дмитрова. 
От усадебного ансамбля сохранились: Казанская церковь, главный дом, часть липовой рощи (сейчас сквер «Подлипичье») и Подлипецкий пруд. 

## История усадьбы
Село Подлипичье после польско-литовского нашествия восстанавливает в 1634 году дьяк Конюшенного приказа Григорий Пятово. В 1645 году восстанавливается церковь.
После смерти Григория Пятово селом владеет боярин Семён Лукьянович Стрешнев, ярый противник патриарха Никона. После его смерти село снова числится дворцовым в 1666 году.
В 1685 году село приписано за думным дворянином Петром Саввичем Хитрово. В середине XVIII века им владел его внук Пётр Никитич Хитрово (егермейстер, сенатор, тайный советник). Начиная с 1735 г., при П. Н. Хитрово, в Подлипичье, недалеко от деревянной церкви, возводится каменный храм Казанской иконы Богородицы. Церковь с тёплым приделом была освящена в августе 1753 г.
По состоянию на 1766 год селом владели сыновья Петра Никитича. 
Воспоминания об этом времени находим в дневнике дмитровского купца И. А. Толченова: 

«1775 года, сентября 1-го было освящение придельной церкви в селе Подлипечье. Обедали мы и до полуночи пробыли у Хитрово и на оной случай у него созжен был небольшой фейерверк». После литургии гостям Хитрово «на театре представлены были пьесы: «Друг нещастных» и «Перерождение».

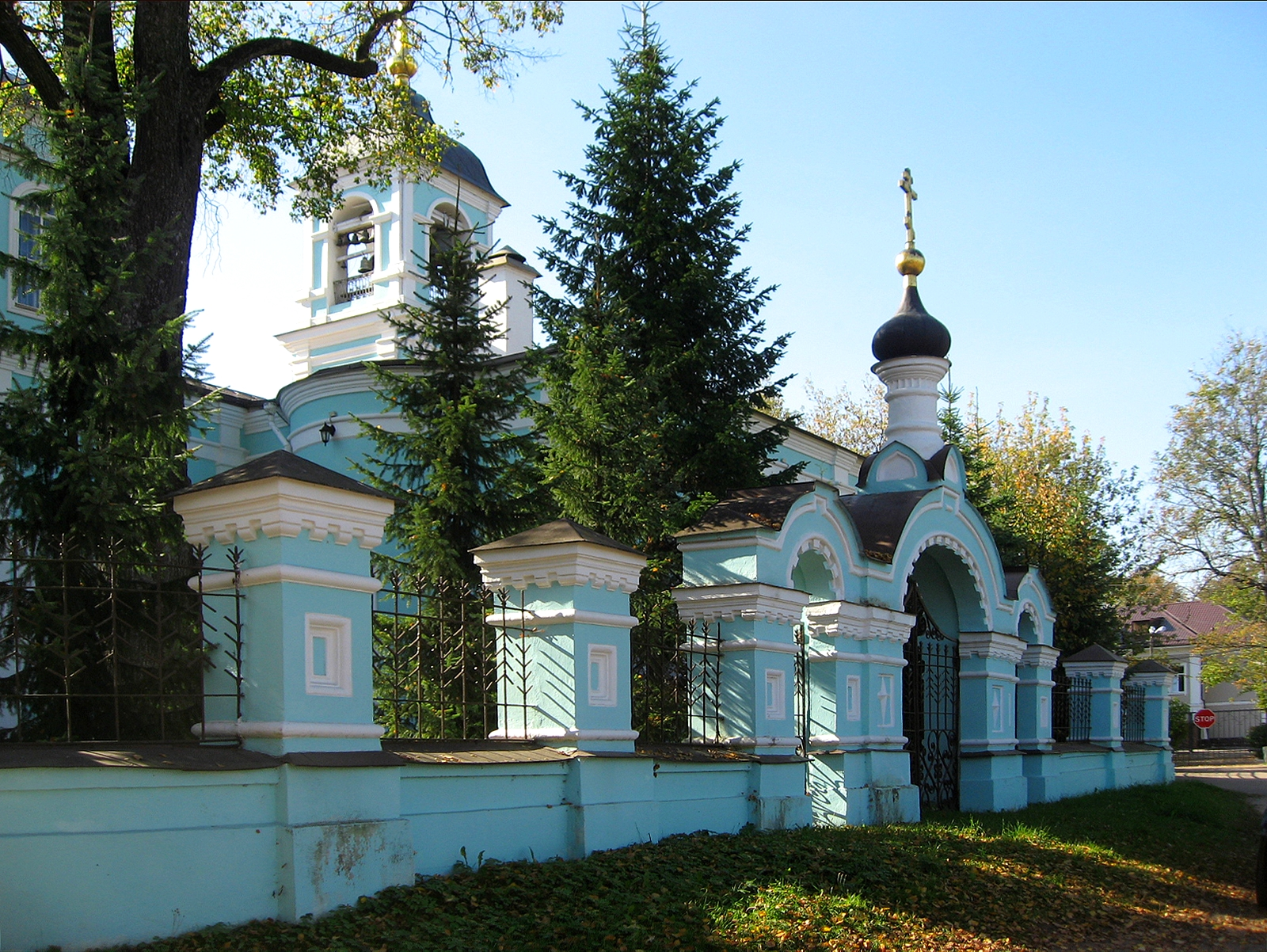
Церковь Казанской иконы Божией Матери усадьбы, на заднем плане справа территория усадьбы

Кроме театра, Толченов упоминает об усадебной оранжерее. 
В начале XIX века Подлипечьем владели Екатерина Петровна Хитрово (внучка Петра Саввича) и её муж, поручик П. М. Бенедиктов. До 1849 г. здесь хозяйствовала вдова Бенедиктова. Сохранилась опись, проведённая в марте 1848 г. Дмитровской дворянской опекой:

«двухэтажный дом, нижний этаж каменный, верхний деревянный, обшит тесом, крыт железом, длиной 11, шириной 6,5 сажень, в нем 19 жилых комнат, полы простые белые, окна двойные с сосновыми и дубовыми рамами, печи голландские изразцовые и русские простые, 2 изразцовых камина с зеркалами, столярные и простые двери; флигель бревенчатый одноэтажный на каменном фундаменте (кухня); по правую сторону главного дома бревенчатый одноэтажный флигель (людская), конюшня каменная с двумя сараями, амбар из половинчатого леса, погреб каменный, деревянная рига, ветряная мельница, каменная крытая тесом оранжерея длиной 20 сажень 1 аршин, шириной 4 сажени 4 отделения, 80 рам со ставнями, с 5 печами. Английский парк с аллеями, куртинами и цветниками площадью 1400 кв. сажень, плодовитого сада с яблоневыми деревьями и ягодными кустами 1200 кв. сажень, огород с посаженными разными овощами площадью 1800 сажень. В селе Подлипичье 2 небольшие пруда с саженой рыбой, на границе с городской землей 2 флигеля каменные одноэтажные...».
Как и многие дворянские гнёзда, в середине XIX века имение «оскудело» и было заложено купцам. В дореформенное время (до 1861 года) имение принадлежало дмитровским фабрикантам. 
В 1875 году надворная советница А. П. Пономарева, владелица суконной фабрики в деревне Суровцево, продала не только суконную фабрику (в дальнейшем товарищество Покровской мануфактуры), но и имение купцу 1-й гильдии, действительному статскому советнику И. А. Лямину. 
После него усадьбой владела в 1890—1895 годах вдова Е. С. Лямина. Затем постройки перешли во владение Товарищества Покровской мануфактуры (Яхромской прядильно-ткацкой фабрики) и стали использоваться в качестве богадельни.

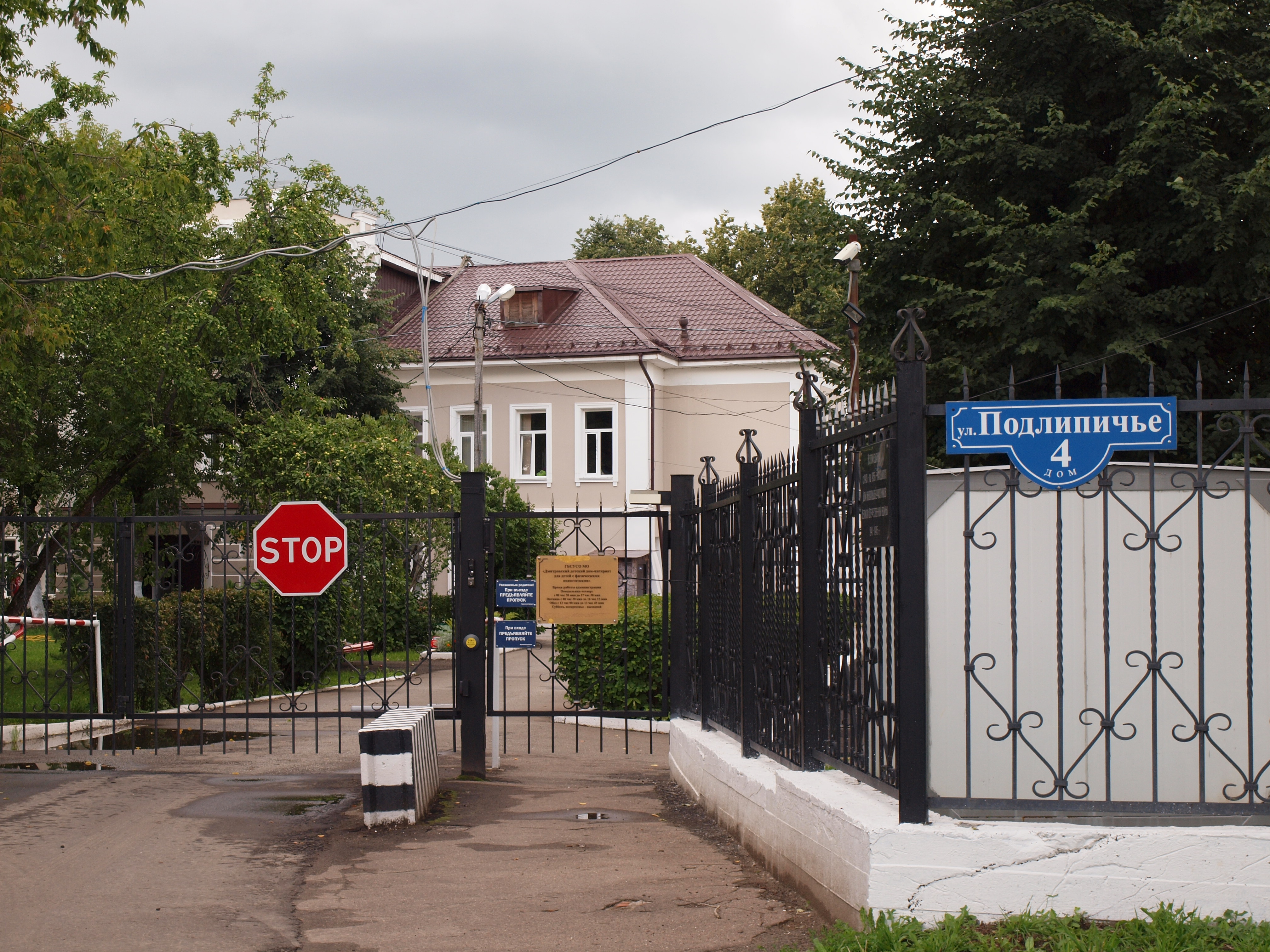
Вход в бывшую усадьбу, справа — сквер Подлипичье

С 1919 года усадьба принадлежала отделу собеса, в здании богадельни жили 60 женщин и 15 мужчин. Сегодня усадьба находится на улице Подлипичье в Дмитрове, это огороженная территория, на которой находится Дмитровский детский дом-интернат для детей с физическими недостатками. Сквер и пруд находятся за пределами ограды.

## Архитектура
Планировка усадьбы отсутствует. Сохранились: каменная Казанская церковь, главный дом, часть липовой рощи (сейчас сквер «Подлипичье»), примыкающие друг к другу. Рядом находится Подлипецкий пруд.
Главный дом усадьбы представляет собой 2-этажный кирпичный дом с элементами классицизма. Предположительно построен в конце XVIII века. К дому пристроена башня, украшенная кирпичной кладкой снаружи.
В 1882—1884 гг. по проекту П. М. Самарина И. А. Лямин перестраивает северный (левый) придел дома . 3-этажное здание богадельни пристроено к главному дому в 1890-х годах по проекту С. К. Родионова.
В советское время здание было частично перестроено. 1960-х гг. появилось длинное южное крыло.